# Триджано
Триджано (итал. Triggiano) — коммуна в Италии, располагается в регионе Апулия, в провинции Бари.
Население составляет 27 404 человека (2008 г.), плотность населения составляет 1442 чел./км². Занимает площадь 19 км². Почтовый индекс — 70019. Телефонный код — 080.
Покровительницей коммуны почитается Пресвятая Богородица (Maria SS. della Croce), празднование в третье воскресение сентября.

## Демография
Динамика населения:

## Администрация коммуны
- Официальный сайт: http://www.comune.triggiano.bari.it/